# Santa Cruz FC (PE)
Az Santa Cruz Futebol Clube, röviden Santa Cruz, labdarúgócsapatát 1914. február 3-án alapították. Székhelye a brazíliai Recifében található. A Pernambucano állami bajnokságban, és az országos bajnokság másodosztályában, a Série B-ben szerepel.

## Története
1914. február 3-án, tizenegy fiatal (14-től 16 évesig) alapítottak egy labdarúgócsapatot és az utcán játszották baráti mérkőzéseiket. A csapatot az utcában található templomról nevezték el. A Fiúk csapatának (ahogy a környéken nevezték a csapatot) első hivatalos mérkőzését nagy érdeklődés előzte meg. A Rio Negro csapata ellen 7-0 arányban bizonyultak jobbnak. Sílvio Machado öt találatot jegyzett. A sértett fél visszavágót kért, aminek időpontját, úgy intézték, hogy Sílvio Machado ne tudjon részt venni a meccsen. Ennek ellenére elfogadták a kihívást és a Santa Cruz 9-0-ra nyert. A Machado helyén szereplő Carlindo hat alkalommal zörgette meg a Rio Negro hálóját.

## Sikerlista

### Hazai
- 1-szeres harmadosztályú bajnok: 2013

### Állami
- 29-szeres Pernambucano bajnok: 1931, 1932, 1933, 1935, 1940, 1946, 1947, 1957, 1959, 1969, 1970, 1971, 1972, 1973, 1976, 1978, 1979, 1983, 1986, 1987, 1990, 1993, 1995, 2005, 2011, 2012, 2013, 2015, 2016

## Játékoskeret
2014-től
| #  |     | Poszt | Név                 |
| -- | --- | ----- | ------------------- |
| 1  | BRA | K     | Tiago Cardoso (csk) |
| 3  | BRA | V     | Everton Sena        |
| 4  | BRA | V     | Renan Fonseca       |
| 7  | BRA | KP    | Bileu               |
| 10 | BRA | KP    | Natan               |
| 13 | BRA | V     | Nininho             |
| 16 | BRA | KP    | Memo                |
| 17 | BRA | KP    | Renatinho           |
| 19 | BRA | CS    | Betinho             |
| 21 | BRA | CS    | Flávio Caça-Rato    |
| 23 | BRA | CS    | Pingo               |
| 24 | BRA | K     | Fred                |
| 25 | BRA | KP    | Éverton             |

| #  |     | Poszt | Név                |
| -- | --- | ----- | ------------------ |
| 30 | BRA | KP    | Raniel             |
| 39 | BRA | CS    | Netto Imperador    |
|    | BRA | CS    | Waldison           |
|    | BRA | KP    | Jefferson Maranhão |
|    | BRA | KP    | Jhonata            |
|    | BRA | K     | Wadson             |
|    | BRA | CS    | Wagner Costa       |
|    | BRA | V     | Danilo Cirqueira   |
|    | BRA | V     | Iranilson          |
|    | BRA | KP    | Wellington         |
|    | BRA | V     | Renato Camilo      |